# Tatyana Sevryukova
 Tatyana Sevryukova (née le 30 juin 1917 à Tachkent et morte en 1981) est une ancienne athlète soviétique, spécialiste du lancer du poids. 

## Biographie
Le 4 août 1948, à Moscou, Tatyana Sevryukova établit un nouveau record du monde du lancer du poids avec la marque de 14,59 m, améliorant de près de 20 cm le record du monde de l'Allemande Gisela Mauermayer.
Concourant sous les couleurs de l'URSS, elle remporte la médaille d'or du lancer du poids lors des championnats d'Europe de 1946, à Oslo avec la marque de 14,16 m. Elle devance sur le podium la Française Micheline Ostermeyer et l'Italienne Amelia Piccinini.

### Palmarès
| Date | Compétition           | Lieu | Résultat | Épreuve         | Performance |
| ---- | --------------------- | ---- | -------- | --------------- | ----------- |
| 1946 | Championnats d'Europe | Oslo | 1re      | Lancer du poids | 14,16 m     |

### Records
| Épreuve         | Performance | Lieu   | Date              |
| --------------- | ----------- | ------ | ----------------- |
| Lancer du poids | 14,93 m     | Moscou | 14 septembre 1952 |